# 22회 농심 신라면배 세계바둑 최강전
22회 농심 신라면배 세계바둑 최강전은 대한민국, 중국, 일본의 대항전으로, 대한민국이 우승했다.

## 대국 결과
| 대국 | 연도   | 대국일자  | 차전  | 장소            | 승자                 | 패자                   | 결과             | 기보 |
| ---- | ------ | --------- | ----- | --------------- | -------------------- | ---------------------- | ---------------- | ---- |
| 1    | 2020년 | 10월 13일 | 1차전 | 인터넷 원격대국 | 홍기표 九단          | 판팅위 九단            | 259수 흑 불계승  |      |
| 2    | 2020년 | 10월 14일 | 1차전 | 인터넷 원격대국 | 쉬자위안 八단        | 홍기표 九단            | 222수 백 불계승  |      |
| 3    | 2020년 | 10월 15일 | 1차전 | 인터넷 원격대국 | 구쯔하오 九단        | 쉬자위안 八단          | 164수 백 불계승  |      |
| 4    | 2020년 | 10월 16일 | 1차전 | 인터넷 원격대국 | 구쯔하오 九단        | 강동윤 九단            | 188수 백 불계승  |      |
| 5    | 2020년 | 11월 20일 | 2차전 | 인터넷 원격대국 | 구쯔하오 九단        | 무라카와 다이스케 九단 | 228수 백 불계승  |      |
| 6    | 2020년 | 11월 21일 | 2차전 | 인터넷 원격대국 | 신민준 九단          | 구쯔하오 九단          | 230수 백 반집승  |      |
| 7    | 2020년 | 11월 22일 | 2차전 | 인터넷 원격대국 | 시바노 도라마루 九단 | 신민준 九단            | 230수 백 불계승  |      |
| 8    | 2020년 | 11월 23일 | 2차전 | 인터넷 원격대국 | 탕웨이싱 九단        | 시바노 도라마루 九단   | 205수 흑 불계승  |      |
| 9    | 2020년 | 11월 24일 | 2차전 | 인터넷 원격대국 | 신진서 九단          | 탕웨이싱 九단          | 296수 백 4집반승 |      |
| 10   | 2021년 | 2월 22일  | 3차전 | 인터넷 원격대국 | 신진서 九단          | 이야마 유타 九단       | 192수 백 불계승  |      |
| 11   | 2021년 | 2월 23일  | 3차전 | 인터넷 원격대국 | 신진서 九단          | 양딩신 九단            | 157수 흑 불계승  |      |
| 12   | 2021년 | 2월 24일  | 3차전 | 인터넷 원격대국 | 신진서 九단          | 이치리키 료 九단       | 135수 흑 불계승  |      |
| 13   | 2021년 | 2월 25일  | 3차전 | 인터넷 원격대국 | 신진서 九단          | 커제 九단              | 185수 흑 불계승  |      |

결과: 대한민국 우승 (7승 3패, 박정환 九단은 출전하지 않음), 중국 준우승 (4승 5패), 일본 3위 (2승 5패)